# هيرمان فان هام
هيرمان فان هام (بالهولندية: Herman van Ham)‏ هو طاهي هولندي، ولد في 16 أبريل 1931 في Nijehaske ‏ في هولندا، وتوفي في 2 أغسطس 2012 في Wellerlooi ‏ في هولندا.